# Hôtel de ville de Tourcoing
 (mai 2018).
Si vous disposez d'ouvrages ou d'articles de référence ou si vous connaissez des sites web de qualité traitant du thème abordé ici, merci de compléter l'article en donnant les références utiles à sa vérifiabilité et en les liant à la section « Notes et références ».
L'hôtel de ville de Tourcoing est un Monument historique construit de 1866 à 1885 sur les plans originels de l'architecte tourquennois Charles Maillard.

## Aux origines de l'actuel Hôtel de Ville

### La Halle échevinale duXVIesiècle

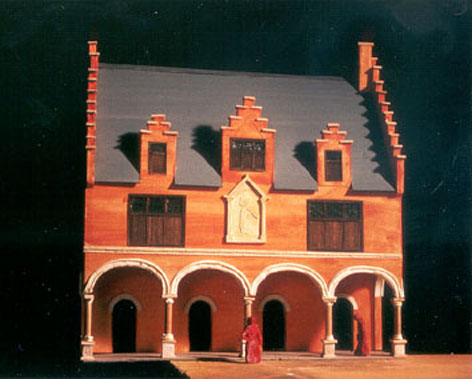
Halle échevinale de 1612

Le gros bourg drapier qu'était Tourcoing se dota d'une halle échevinale en 1612 : construite en briques dans un style flamand, il s'agissait d'un bâtiment assez simple, doté d'arcades surbaissées, le tout surmonté du traditionnel Lion des Flandres. Cet édifice, situé sur la Grand'Place, tournant le dos à l'église paroissiale Saint-Christophe, abritait les réunions des échevins, présidées par le bailli : cette forme d'organisation municipale, créée en 1432, dura jusqu'à la Révolution.

### L'Hôtel de Ville de 1718

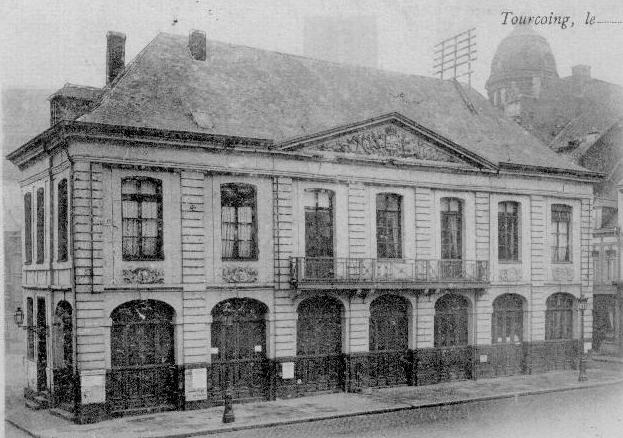
Hôtel de Ville de Tourcoing de 1718 à 1873

Le rattachement de la châtellenie de Lille à la France en 1668 amena une volonté de classicisme dans l'architecture locale. La halle échevinale, vieille bâtisse flamande, devenait exigüe pour une ville comme Tourcoing qui atteignait alors douze mille habitants. En 1718, on décida de raser la halle et de construire un hôtel de ville dans un style très français, dessiné par l'architecte lillois François-Joseph Gombert : c'était un édifice en pierre blanche à un étage qui surmontait une entrée agrémentée de cinq arcades. Le duc d'Havré, seigneur de la ville, fit ajouter en 1753 un corps de garde qui servait surtout de salle d'archives. À la Révolution, on ajouta sur la façade deux statues allégoriques de la Justice et de la Liberté. Ce bâtiment subit divers aménagements au cours du XIXe siècle, notamment un agrandissement en 1823 et de nouvelles arcades pour accueillir la bourse et la chambre de commerce de la ville. Cependant, dès 1850, la mairie était considérée comme trop petite pour une ville qui atteignait alors quarante mille habitants.

### Projet de construction d'une nouvelle mairie
En 1853, le maire de Tourcoing, Louis Wattinne, proposa la construction d'une nouvelle mairie : mais les recettes de la ville étant fort limitées à cette époque, et le conseil municipal ayant déjà subventionné le déménagement de son Collège municipal, le projet demeura sans effets jusqu'en 1861 où fut organisé un concours d'architecture au niveau national. un certain Léon Rohard, architecte parisien, remporta le premier prix, mais son projet fut jugé trop ambitieux et mal positionné (le bâtiment proposé aurait occupé toute la Grand'Place). Ce projet fut décrit dans un numéro du Monde illustré datant de 1863 : " Ce qui frappe surtout dans le projet de M. Rohart, c'est le ton général du monument parfaitement en harmonie avec l'esprit du pays dans lequel il s'élève. Cet hôtel de ville est bien de la famille de ceux de Tournai, d'Arras, de Douai et autres villes des Flandres sans que l'on puisse dire cependant qu'il procède d'aucun. C'est un talent plus rare qu'on ne croit que celui de savoir s'assimiler le genre qu'on doit produire, il n'y a pas là de milieu, il faut copier ou devenir créateur. C'est ce qu'a fait M Rohart, il a créé. La construction est en cours d'exécution. Espérons que malgré le droit que la ville s'est réservé elle ne changera rien à cet heureux projet dont nous empruntons la gravure à l'Annuaire encyclopédique."

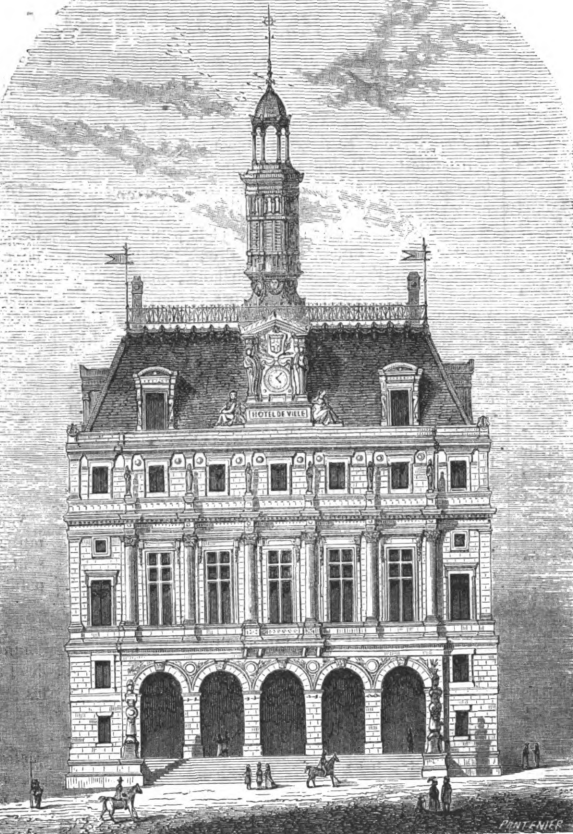
Gravure du projet (non réalisé) de Léon Rohard parue dans le Monde illustré en 1863.

Soixante projets ont été présentés, le classement des lauréats a été établi par le Conseil des bâtiments civils, ce qui donna l'ordre suivant :
- 1er prix. M. - Léon Rohard, de Trélazé (Maine-et-Loire) architecte à Paris, médaille d'or et prime de 6000 francs.
- 2ème prix. - M. Henri Jean Émile Bénard, architecte au Havre, médaille d'or et prime de 2000 francs.
- 3ème prix. - M. Jules de La Morandière, architecte de la ville de Blois, médaille d'or et prime de 1000 francs.
- 4ème prix. - M. Maillard, architecte de la ville de Tourcoing, médaille d'or.
- 5ème prix. - M. Eugène Barthélemy, architecte à Paris, médaille d'or[3].

Ce fut finalement le troisième prix, l'architecte tourquennois Charles Maillard (qui est à l'origine de nombres d'hôtels particuliers remarquables dans la ville mais aussi de l'agrandissement néo-gothique de l'église Saint-Christophe) qui fut sélectionné.

### Construction du nouvel Hôtel de Ville: 1866 - 1885

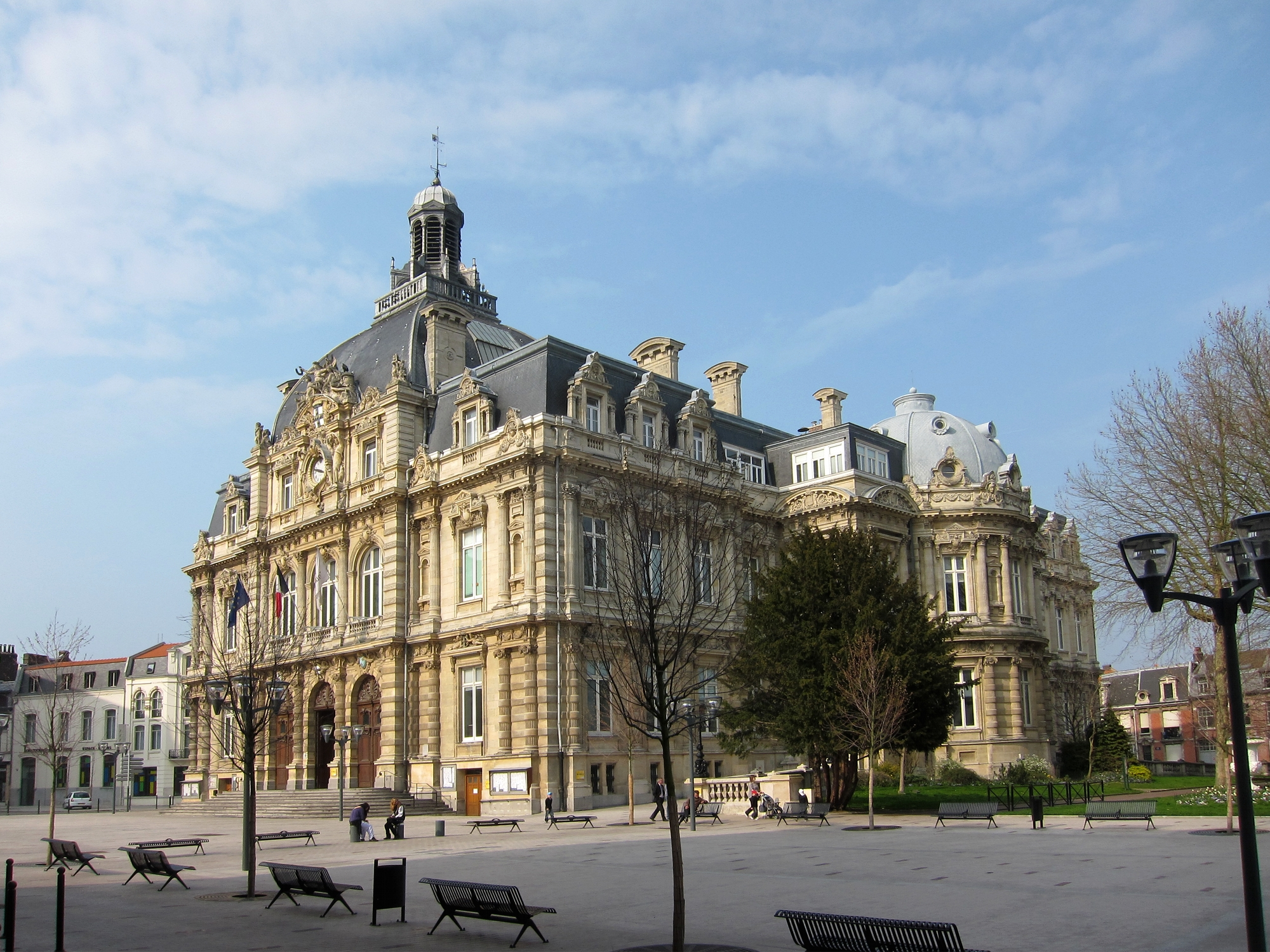

Le projet architectural de Charles Maillard, qui était assez monumental du point de vue des proportions et de l'esthétique, fut vivement critiqué d'une part pour son coût et d'autre part pour son emplacement : en effet, rompant avec la tradition locale, la future mairie ne serait pas construite sur la Grand'Place mais une cinquantaine de mètres plus loin, sur ce qui n'était alors qu'une esplanade sans importance (actuelle place Victor Hassebroucq). On reprocha à cet hôtel de ville d'être construit "à la campagne" ! Cependant, le conseil municipal tint bon et posa la première pierre en 1866. Les travaux de gros œuvre se terminèrent en 1871. En 1874, l'inauguration officielle et l'installation du conseil municipal dans la nouvelle mairie n'accélérèrent pas les travaux de finition qui ne s'achevèrent qu'en 1885 (cette date est d'ailleurs inscrite sur le fronton de l'édifice).
L'ancienne mairie fut désaffectée, reconvertie en bourse de commerce puis finalement rasée en 1900.

## L'Hôtel de Ville de Tourcoing, symbole de la prospérité industrielle

### Description extérieure
Description de la façade principale :
Ce bâtiment comporte trois niveaux d'élévation et cinq travées. Celles du centre sont un avant-corps surmonté d'un dôme et dont le troisième niveau correspond au toit des pavillons latéraux.

Le premier niveau, d'abord, est composé d'un grand escalier à degré adouci avec retours, de neuf marches - la cinquième formant palier -. Le haut soubassement en pierre de Soignies donne l'impression de caves, en appareil simple, régulier, et plein-sur-joint. Les demi-colonnes supérieures s'appuient sur des ressauts dans le mur. Une moulure régnante composée d'une doucine, d'un canal plat et d'une doucine renversée, sépare les niveaux qui ne correspondent pas aux étages.

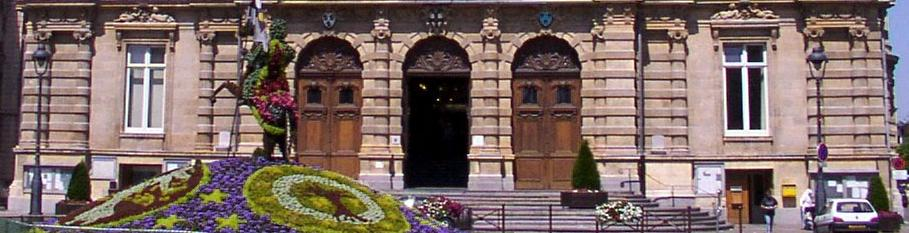
Premier niveau : rez-de-chaussée

Aux trois travées de l'avant-corps, au premier niveau, correspondent trois portes. Le mur y est en grand appareil régulier, comme sur les ailes traitées entre elles de la même manière ; avec une fenêtre rectangulaire encadrée de chaque côté par une colonne semi-engagée supportant un entablement décroché. 

Sur tout l'avant-corps, la baie délimitée par deux demi-colonnes sur les ailes, et l'angle du bâtiment, s'alternent un bossage en table troué et le nu du mur. Des bagues sur les demi-colonnes poursuivent les cordons ainsi dessinés, tandis que sur leurs parties nues, ces colonnes sont cannelées. 

On remarque qu'elles relèvent de l'ordre ionique français avec base à tores et scoties, chapiteau à volutes entre lesquelles se déroule un ovolo, et qui retiennent des motifs de guirlandes végétales. Les angles de l'avant-corps ne possèdent pas de colonnes mais des contreforts corniers, toujours à bossages alternés, qui font ressortir cet avant-corps.

Trois portes sont percées dans trois grandes arcades en plein-cintre à simple rouleau ; on peut penser de par leur nombre à un arc de triomphe, ou aux portails des cathédrales. La clé de la porte principale est ornée de deux angelots s'appuyant sur un cu aux armoiries de Tourcoing. Au-dessus des deux portes latérales, un décor de palmettes se déploie autour d'un médaillon à trois trèfles à trois feuilles. Entre les portes s'adosse une demi-colonne, ainsi que sur les contreforts. 

Les fenêtres ne sont pas en reste : au-dessus de l'allège supérieure, une modénature supporte deux putti couchés sur le ventre, tenant un "T" pour Tourcoing, le couronnant de lauriers, et de l'autre main rejetant en arrière une branche de lauriers retombant symétriquement sur leur genou plié. Enfin, un frise de guirlandes végétales se déploie juste au-dessous de la moulure très saillante servant de corniche.
Le deuxième niveau suit la même structure que le niveau inférieur, mais le traitement des décors suit une progression logique vers le haut : l'avant-corps possède toujours trois baies en plein-cintre mais moins hautes et vitrées, simples fenêtres, qui évoquent néanmoins l'essor du verre et des grandes verrières à cette époque. Un cordon mouluré règne avec les appuis des croisées et leur balustrade peu haute, faite de balustres carrés en poire. La clé d'arc des fenêtres est ornée d'un médaillon muet entouré d'un décor végétal (acanthes) qui se poursuit sur les moulures des intrados.

Ces fenêtres sont aussi séparées par des demi-colonnes, mais leur fût est entièrement cannelé et leur chapiteau est corinthien (rangées de feuilles d'acanthe, volutes angulaires et médianes, fleuron axial…), on a donc superposition des ordres entre les deux niveaux. L'entablement se décroche clairement au-dessus de la fenêtre axiale pour former une embrasure rectangulaire autour de cette baie, et un ressaut supplémentaire sur l'avant-corps.

Ce motif architectural est repris sur les deux ailes : là où s'élèvent toujours deux paires de demi-colonnes autour d'une fenêtre apparaît une niche constituée d'une façade à arcade en plein-cintre aux piédroits à impostes saillantes et rectangulaires, et à fronton triangulaire. À l'aplomb de cette niche ressort une pierre de taille à bossage fouillé, preuve de l'horreur du vide de ce style architectural. Là aussi, les colonnes sont corinthiennes, et les bossages ne sont plus alternés que sur les contreforts corniers et aux angles de la façade ; le bossage qui ressort est vermiculé.

Les fenêtres sont toujours rectangulaires et décorées, mais au-dessus du médaillon s'élève un petit fronton triangulaire qui l'encadre, répétant le motif de la quadrature du cercle. On peut remarquer près de toutes les bases des demi-colonnes la présence d'une bague qui les allonge, et surhausse donc l'entresol du bâtiment. Les moulures supérieures ressemblent à des entablements ioniques/corinthiens à fasces. Les frises sont chargées de consoles sculptées et de guirlandes, et la corniche est soutenue par des modillons d'aplomb.
Le dernier niveau d'élévation combine un mur architecturé sur l'avant-corps et un toit mansardé percé de deux fenêtres symétriques qui donnent sur les archives. L'avant-corps est un étage-attique ; c'est-à-dire qu'il termine une élévation, sépare les niveaux d'une importante corniche, et que son ordre est attique donc fait de courts pilastres. Seuls les contreforts corniers cette fois gardent leur bossage alterné, à table, et leur base comporte un bandeau qui s'étendra comme un leitmotiv sous les baies et l'horloge. Un solide chapiteau de plan carré les couronne, lui-même supportant le socle d'une statue nue, debout. 

Deux fenêtres rectangulaires comme celles des ailes encadrent l'horloge. Des moulures ornent leurs tableaux puis retombent en palmettes et volutes en adoptant la forme d'une triangle rectangle de chaque côté. Elles possèdent un fronton à S à volutes, motif plus complexe que les frontons rectangulaires vus jusque-là. Au même aplomb ce fronton trouve son écho dans une tête d'ange comme nimbée par un fronton en segment dont retombent deux guirlandes et de nombreux ornements floraux. Le décor, d'inspiration classique Louis XIV, amortit la verticale. 

Le cadre de l'horloge est sculpté comme les médaillons des fenêtres mais en beaucoup plus large. On s'aperçoit alors que c'est une arcade en plein-cintre à clé en haut-relief. Ses piédroits sont également en S à volutes, mais l'impression d'un médaillon circulaire est donnée par la sculpture de sablier ailé prêt à s'envoler - image du temps qui passe -, qui ferme le cadre de l'horloge. Celle-ci est encadrée de deux cariatides en chiton antique représentant le jour et la nuit, encore symboles du temps.

De grosses feuilles d'acanthe se rejoignent sur la clé de l'arc, et ne s'arrêtent pas à la corniche à cavet, rainure d'onglet et bandeau mais se poursuivent autour de l'écu aux armes de Tourcoing en branches touffues de chêne (pour la longévité, la force) et d'olivier (la paix). Le blason est d'argent à la croix de sable chargée de cinq besants d'or, et une couronne également dorée le surplombe en suivant la courbe du fronton en segment reposant sur deux impostes ornées d'un fleuron. Le fronton supporte lui aussi des statues nues assises ou allongées, œuvre de Félix Huidiez.
Enfin, il est nécessaire de parler du dôme à pans, en ardoise ; un mur bahut en son sommet porte des balustrades autour du campanile octogonal percé d'arcades aux piédroits à colonnettes. De petits arcs-boutants s'étoilent autour de cet ensemble, dont la charge est un obélisque trapu. Enfin, le toit bulbeux repose sur huit frontons triangulaires à l'aplomb des arcades. La hampe du drapeau qui termine la composition (également paratonnerre) repose sur une boule et donne un peu plus de hauteur à l'hôtel de ville lorsqu'il est pavoisé.

### Description intérieure
L'hôtel de ville est bâti sur un plan rectangulaire, organisé autour d'un vaste hall central : ce dernier est cerné de galeries distribuant les salles principales. La salle du conseil municipal se situe au premier étage.

## Localisation et moyens d'accès
Situé sur la place Victor Hassebroucq, l'Hôtel de Ville est à deux pas de la Grand'Place et de l'église paroissiale Saint-Christophe. Il est également aligné avec l'ancienne Chambre de Commerce, ou Beffroi de Tourcoing, qui lui fait face à près de deux cents mètres de distance.
L'Hôtel de Ville est accessible à pied, en voiture, en bus, en tramway ainsi qu'en métro.
Ce site est desservi par la station de métro Tourcoing - Centre.